# Bundesstraße 216
Die Bundesstraße 216 (Abkürzung: B 216) ist eine Bundesstraße in Niedersachsen. Sie beginnt an der Ostumgehung in Lüneburg-Hagen (B 4/B 209) und endet in Dannenberg (Elbe) an der B 191.

## Verlauf
Lüneburg – Barendorf – Horndorf – Bavendorf – Oldendorf an der Göhrde – Göhrde – Metzingen – Riskau – Dannenberg (Elbe)
Die B 216 verbindet Lüneburg mit dem Landkreis Lüchow-Dannenberg.

## Geschichte
Bei der 1932 eingeführten Nummerierung der Reichsstraßen wurde die Straße von Lüneburg nach Dannenberg/Elbe als Reichsstraße 216 bezeichnet.